# 湯木町
湯木町（ゆぎちょう）は、埼玉県さいたま市西区の町名。現行行政地名は湯木町一丁目および二丁目。住居表示未実施地区。郵便番号は331-0069。

## 地理
さいたま市西区西部の沖積平野（荒川低地）に位置する。地区の東側で西遊馬に、南側で植田谷本村新田に、西側で川越市久下戸に、北側で川越市古谷本郷に隣接する。西区内には治水橋で荒川を渡らねばならぬため、隣接する川越市の方が関わりが強い。もとは西遊馬と地続きで同じ西遊馬村であったが、1926年（大正15年） 荒川の流路が変更され、旧河川（びん沼川）と新河川に囲まれた孤島のようになっている。町域内は全域が市街化調整区域で耕地整理された水田で占められ、人家は少ない。なお、湯木とは旧遊馬村（現大字西遊馬）の字名である。

## 歴史
- もとは西遊馬村の一部であった[8]。
- 1889年（明治22年）4月1日 - 町村制施行に伴い、北足立郡西遊馬村・土屋村・二ッ宮村・飯田新田・植田谷本村新田の一部が合併し、馬宮村が成立[9]。馬宮村の大字西遊馬となる。
- 1955年（昭和30年）1月1日 - 馬宮村が指扇村・植水村・片柳村・七里村・七里村とともに大宮市へ編入され[10]、大宮市の大字西遊馬となる。
- 1971年（昭和46年）6月1日 - 町名地番変更により、大字西遊馬の一部から[8]湯木町一丁目・二丁目が成立[11]。
- 2001年（平成13年）5月1日 - 浦和市・大宮市・与野市が合併し、さいたま市が発足。同市の町名となる。
- 2003年（平成15年）4月1日 - さいたま市が政令指定都市に移行し、同市西区の町名となる。

## 世帯数と人口
2017年（平成29年）9月1日時点の世帯数と人口は以下の通りである。
| 丁目         | 世帯数 | 人口  |
| ------------ | ------ | ----- |
| 湯木町一丁目 | 38世帯 | 97人  |
| 湯木町二丁目 | 43世帯 | 109人 |
| 計           | 81世帯 | 206人 |

## 小・中学校の学区
市立小・中学校に通う場合、学区（校区）は以下の通りとなる。
| 丁目         | 番地 | 小学校                   | 中学校                 |
| ------------ | ---- | ------------------------ | ---------------------- |
| 湯木町一丁目 | 全域 | さいたま市立馬宮西小学校 | さいたま市立馬宮中学校 |
| 湯木町二丁目 | 全域 | さいたま市立馬宮西小学校 | さいたま市立馬宮中学校 |

## 交通
地区に鉄道は敷設されていない。直線距離では川越線指扇駅が近いが、橋を渡り、大きく迂回せねばならぬため川越線南古谷駅の方が近いといえる。ただし南古谷駅までも直線距離で3 kmほどある。

### 道路
地内に国道および主要地方道・一般県道は通っていない。

### バス
地内に路線バスおよびさいたま市コミュニティバス・さいたま市乗合タクシーは設定されていない。最寄の停留所は西武バス大宮営業所および西武バス所沢営業所の「治水橋堤防」である。

## 施設
- 湯木自治会館
- 稲荷社